# Fanny Bullock Workman
Fanny Bullock Workman (08/01/1859 - 22/01/1925) là một nhà địa lý, vẽ bản đồ, nhà thám hiểm, nhà văn người Mỹ, và vận động viên leo núi, đặc biệt là ở dãy Himalaya. Bà là một trong những nữ vận động viên leo núi chuyên nghiệp đầu tiên; bà không chỉ khám phá mà còn viết về cuộc phiêu lưu của mình. Bà lập kỷ lục chinh phục độ cao của phụ nữ, xuất bản tám cuốn sách du lịch cùng chồng, và ủng hộ quyền phụ nữ và quyền bầu cử của phụ nữ.
Sinh ra trong một gia đình giàu có, Workman được giáo dục trong các trường học tốt nhất cho phụ nữ và đi du lịch ở châu Âu. Kết hôn với William Hunter Workman củng cố những lợi thế, và sau khi được giới thiệu để leo ở New Hampshire, Fanny Workman đi khắp thế giới với ông. Họ đã có thể tận dụng sự giàu có và kết nối đến các chuyến đi vòng quanh châu Âu, Bắc Phi, và châu Á của họ. Các cặp vợ chồng đã có hai con, nhưng Fanny Workman không phải là một người mẹ tốt cho lắm; họ để con cái của họ trong các trường học và với các y tá, và Workman thấy mình là một người phụ nữ mới, người có thể tương đương với bất kỳ người đàn ông. Ông bà Workmans bắt đầu chuyến đi của họ với các tour đi xe đạp ở Thụy Sĩ, Pháp, Ý, Tây Ban Nha, Algeria và Ấn Độ. Họ đạp xe hàng ngàn dặm, ngủ bất cứ nơi nào họ có thể tìm thấy nơi trú ẩn. Họ đã viết sách về mỗi chuyến đi và Fanny thường xuyên nhận xét về tình trạng cuộc sống của phụ nữ mà bà nhìn thấy. Các bài tường thuật tour du lịch xe đạo của họ đã nhận được tốt hơn so với sách leo núi của họ.